# إسماعيل أباد (نغار بردسير)
إسماعیل أباد (بالفارسية: اسماعیل‌آباد) هي قرية تقع في إيران في البلدة المركزية. يقدر عدد سكانها بـ 485 نسمة بحسب إحصاء 2016.